# Булдырь
Булдырь (англ. Buldir Island, алеут. Idmaax̂, Идмааҳ) — остров в группе Крысьих островов архипелага Алеутские острова.

## География
Остров представляет надводный хребет, длиной 7 км, шириной 3-4 км. Остров горист, покрыт густой тундровой растительностью, мхами, лишайниками и папоротниками. На острове находятся два крупных вулкана: собственно Булдырь (656 м) и Восточный (580 м).
Климат на острове холодный морской, с частыми туманами и осадками.

## История
Остров назван по фамилии судового плотника пакетбота «Св. Пётр» экспедиции Беринга Степана Булдырева; в настоящее время название наносится на карты с искажением фамилии.
В 1760 году на остров высадилась группа русских промышленников с корабля «Св. Иоанн Устюжский». Голодные промышленники под командованием Василия Шошина напали на местных алеутов и, убив двоих из них, отобрали у них съестные припасы. Местные алеуты после серии убийств своих сородичей скрылись от промышленников на голых неприступных скалах у берегов острова. Мучаясь там от жажды и голода, алеуты просили пощады у русских, обещая за это добывать для них каланов. Но Шошин впервые в практике покорения Алеутских о-вов решил полностью истребить всех алеутов на острове.
В 1867 году был продан США вместе с Аляской.